# Museu Medina

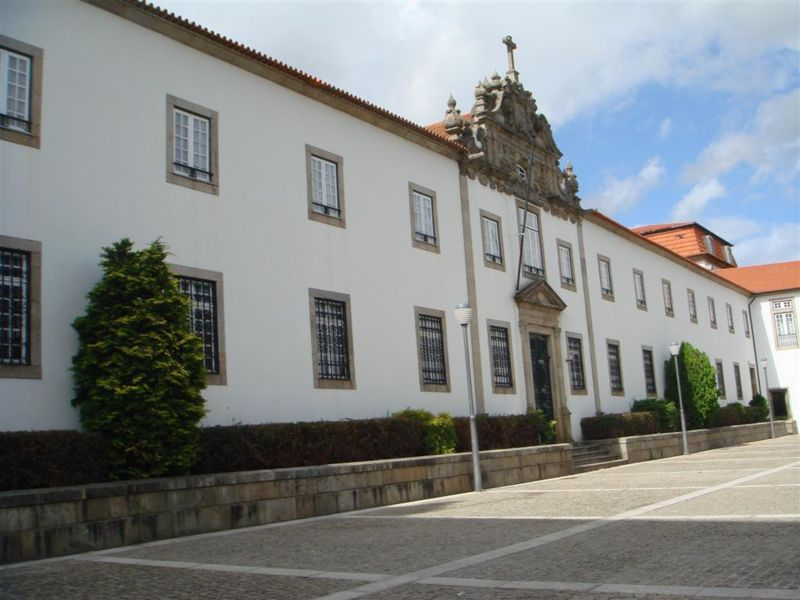

O Museu Medina (ou Galeria Medina) fundado pelo investigador Cónego Luciano Afonso dos Santos está instalado, juntamente com o Museu Pio XII, no Seminário Conciliar de Santiago em Braga, Portugal. No dia da inauguração, 21 de Junho de 1984, o pintor Henrique Medina oferece a sua obra à Arquidiocese de Braga.
O museu além de expôr a obra do pintor, é também uma homenagem a Henrique Medina, naquele que é o único espaço museológico da região minhota dedicado integralmente à pintura.

## Acervo
O museu possui a maior colecção de obras de Henrique Medina.
É constituída por 76 obras do autor, 21 desenhos e 55 telas com variados temas, desde  figuras ilustres a interiores, paisagens e naturezas mortas.
Em 2009 a americana Diane B. Jergins, ofereceu duas telas do pintor, uma com um seu retrato e outra representando a sua mãe Dorothy B. Jergins.
Em 20 de outubro de 2017, o museu recebeu duas novas telas de Henrique Medina. A oferta partiu da família de Joaquim Correia da Silva, que ficou conhecido no meio literário como “Joaquim Paço d’Arcos”, tendo sido entregues ao museu duas telas, uma com o retrato do escritor falecido em 1979 e outra de sua esposa Maria da Graça Spencer Corrêa da Silva.